# Burgerkracht (Mexico)
Burgerkracht (Spaans: Fuerza Ciudadana, FC) was een Mexicaanse politieke partij die bestond van 2002 tot 2003.
De FC zag zichzelf als een partij die niet in de traditionele links-rechtsverdeling viel. De partij deed slechts een keer mee aan landelijke verkiezingen. Bij de parlementsverkiezingen van 2003 behaalde zij niet genoeg stemmen haar officiële erkenning te behouden. Op gemeentelijk niveau wist zij wel enkele successen te boeken in de staat Sonora.
PAN · PRI · PVEM · PT · MC · Morena